# 台湾缨口鳅
台湾缨口鳅又名台灣鰍（学名：Formosania lacustre），俗名石貼仔、鹿仔魚、花貼仔，为輻鰭魚綱鯉形目爬岩鳅科的一種，是台灣的特有物种。其种加词“lacustris”意为“湖沼的”。这里指台湾日月潭。

## 分布
該魚分布于台灣本島西部各水系等。

## 深度
水深0至10公尺。

## 特徵
該魚體縱扁延長呈圓筒狀，腹部扁平。眼小，口下位，具11根鬚。體色變化大，一般為暗褐黃的顏色，具10條寬橫帶與不規則的深色雲狀斑，鱗片細小。胸鰭略寬大平展，尾鰭凹形，體長可達15公分。

## 生態
該魚為初級淡水魚，棲息於溪流中、上游水勢較湍急的高溶氧區。為底棲性魚類，平時平貼於石頭上，屬雜食性，以岩石附生藻類與水生昆蟲為食。

## 經濟利用
不具食用性，但因花紋及生態特殊，可做為觀賞魚。